# Гаррі Амасс
Гаррі Джон Амасс (англ. Harry John Amass; нар. 16 березня 2007) — англійський футболіст, захисник клубу «Манчестер Юнайтед».

## Клубна кар'єра
Займався футболом в системі клубу «Вотфорд», звідки в липні 2023 року перейшов до академії «Манчестер Юнайтед». 16 березня 2025 року дебютував в основному складі «Манчестер Юнайтед» в матчі Прем'єр-ліги проти «Лестер Сіті», вийшовши на заміну Алехандро Гарначо. 17 квітня в поєдинку Ліги Європи УЄФА проти французького «Ліона» дебютував у єврокубках.

## Кар'єра в збірній
Виступав за збірні Англії до 15, до 16, до 17 і до 18 років. В травні 2024 року потрапив у заявку збірної до 17 років на юнацький чемпіонат Європи 2024 на Кіпрі. На турнірі зіграв в усіх 4 матчах, а його команда дійшла до чвертьфіналу, де поступилась збірній Італії в серії пенальті.

## Статистика виступів
Станом на 11 травня 2025
| Клуб              | Сезон             | Чемпіонат         | Чемпіонат | Чемпіонат | Кубок | Кубок | Кубок ліги | Кубок ліги | Єврокубки | Єврокубки | Інші  | Інші | Всього | Всього |
| Клуб              | Сезон             | Дивізіон          | Матчі     | Голи      | Матчі | Голи  | Матчі      | Голи       | Матчі     | Голи      | Матчі | Голи | Матчі  | Голи   |
| ----------------- | ----------------- | ----------------- | --------- | --------- | ----- | ----- | ---------- | ---------- | --------- | --------- | ----- | ---- | ------ | ------ |
| Манчестер Юнайтед | 2024–25           | Прем'єр-ліга      | 5         | 0         | 0     | 0     | 0          | 0          | 2         | 0         | –     | –    | 7      | 0      |
| Всього за кар'єру | Всього за кар'єру | Всього за кар'єру | 5         | 0         | 0     | 0     | 0          | 0          | 2         | 0         | 0     | 0    | 7      | 0      |

1. ↑  Матчі в Лізі Європи УЄФА